# Паравиња
Паравиња је презиме које се среће у сјеверној Далмацији, тачније у местима Смоковић, Мурвица, Билишане и Мушковци. Паравиње славе славу Светог Јована. Такође ово презиме се може наћи у Војводини, у местима Станишић, Нова Пазова и Сомбор.

## Етимологија презимена
Презиме Паравиња можемо посматрати кроз етимолошки корен и кроз народно предање које постоји у тој породици о том презимену. Етимолошки корен се састоји из ПАР, ПАРА и ВИЊА. Пар у српском језику значи два, пара значи новац-паре вртети, обртати, прекрити. Пара има значење и водена-пара. Ту не би могли успоставити језичку-народно-логичку везу за ово презиме, нарочито када се зна да су у Далмацији, Лици, Кордуну, Банији, другим речима у Војној крајини, код Срба презимена била по оцу-отчеству. Зависно од родоначелника куће, од Јанка-Јанковићи, од Петра-Петровићи итд. Када је Војна крајина у 17. веку припала Аустрији, та империја је извршила попис становника са геометарским премеравањем земљишта и уцртавањем насеља са кућама. За слободне граничаре Србе, попис није био значајан, па су они као знак слободе и неприхватања власти јер су се осећали слободним, чак се може рећи и изругивања, пописивали се са презименима Дерикрава, Заклан, Триливада, Бубало, Травица, Пувало и сл. Они су знали ко су. Аустрија их је под тим презименима позивала у војску, обавезивала на плаћање пореза и других обавеза које прописује држава. За промену презимена морали су се обратити прокуратури у Карловцу а онда чекати одлуку о измени од Беча. То је за Србе који су тада били најчешће и неписмени било компликовано а и непотребно. И данас фамилије са таквим презименима ће рећи, како су се презивали имајући у виду да свако то старо презиме има основ у српском имену. Према овоме презиме Паравиња можемо посматрати само кроз породично предање. Наводно су као богата породица имали два /пар/ добра винограда /вињаге/ те да су имали добро вино. Из тога је изведено српско презиме Паравиња.